# Champagnerdeckel

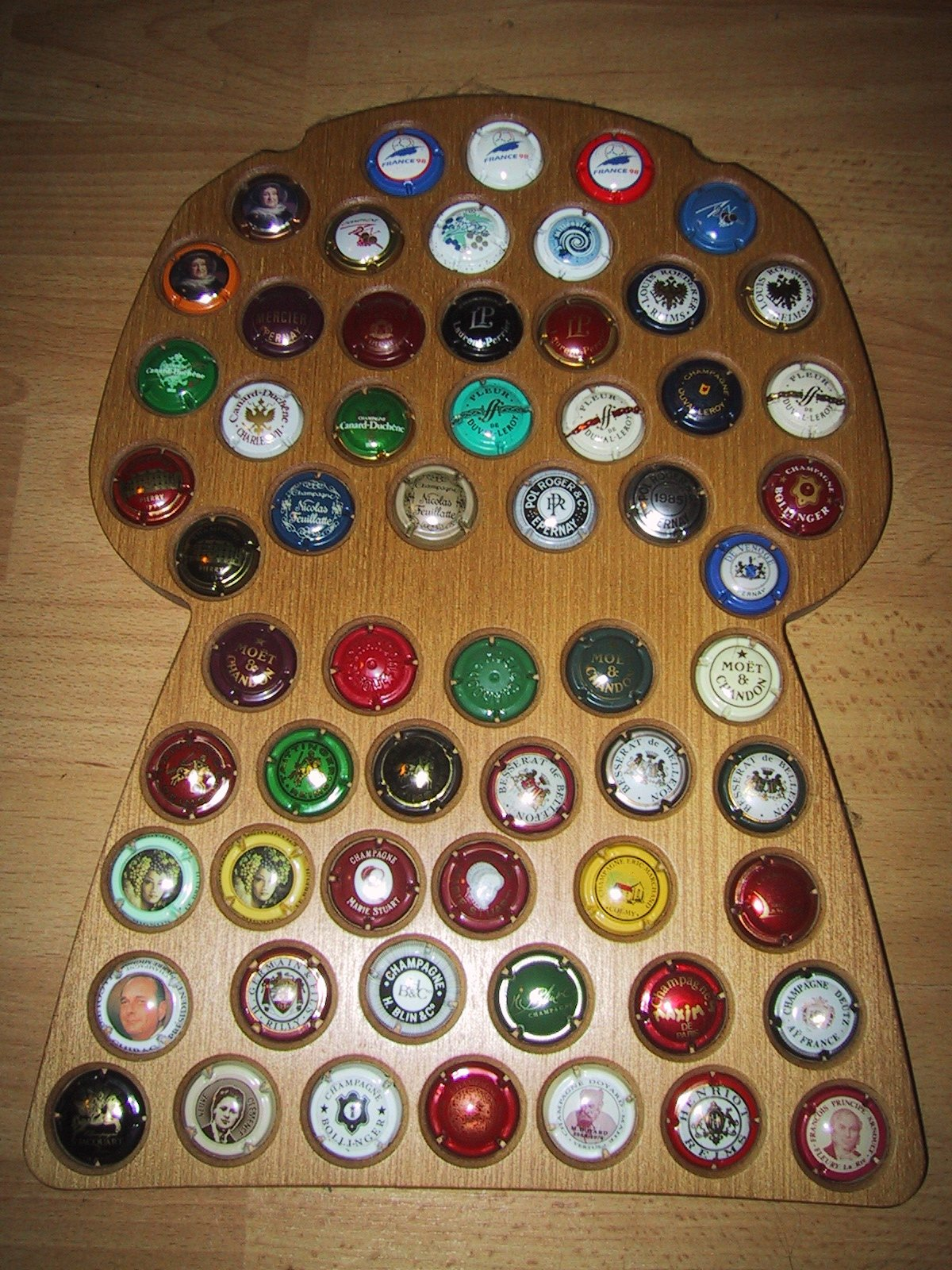
Champagnerdeckelsammlung

Der Champagnerdeckel (französisch capsule de champagne, französisch plaque de muselet) ist ein kleines Metalldeckelchen bei Schaumweinflaschen, das sich zwischen Sektkorken und Agraffe (Drahtkorb) befindet. Es hält einerseits das Drahtgeflecht am Korken in Form, verhindert andererseits das Einreißen der Korkenoberseite durch den Druck der Agraffen-Drähte. Durch einen Aufdruck dient diese Plakette außerdem als Werbeträger.
Champagnerdeckel sind auch Sammlerobjekte; besonders beliebt sind alte Exemplare. Der Fachausdruck der größten Sammlergemeinde für dieses Sammelgebiet ist Placomusophilie.